# Aldeanueva de Figueroa
Aldeanueva de Figueroa là một đô thị ở tỉnh Salamanca, phía tây Tây Ban Nha, cộng đồng tự trị Castile-Leon. Đô thị này có cự ly 23 so với thành phố tỉnh lỵ Salamanca và có dân số 306 người (năm 2008). Diện tích của Aldeanueva de Figueroa là 55 km².